# 웨스트 비료 공장 폭발 사고
웨스트 비료 공장 폭발 사고는 현지 시간으로 2013년 4월 17일에 미국 텍사스주 웨스트에 위치한 비료 공장에서 폭발이 일어난 사고를 말한다. 15명이 숨지고 160명 이상이 부상당했다.

## 같이 보기
- 2015년 톈진항 폭발 사고
- 보스턴 마라톤 폭탄 테러